# Угломер

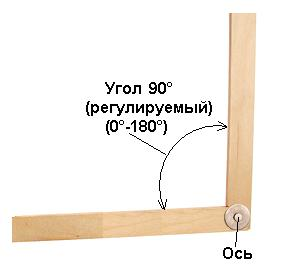
Угломер

Угломер (синонимы — уклономер, угломерка, угломера, угло́метр) — угломерный прибор (инструмент, снаряд), предназначенный для измерения геометрических углов в различных конструкциях, в деталях и между поверхностями (в основном контактным методом), и между удалёнными объектами (оптическим методом). Измерение производится в градусах, на основе линейчатой шкалы, линейчато-круговой шкалы (с механическим указателем или стрелкой), нониуса или в электронном виде, в зависимости от типа прибора.
Угломер в самом простом виде состоит из двух пластин (линеек), закреплённых вместе на одной оси, остающихся подвижными на этой оси (образуют подвижный наугольник), с нанесенной шкалой, выраженной в градусах. Шкала может быть линейчатой или линейчато-круговой (нанесённой по окружности вокруг оси, на одной из линеек). В некоторых практических приложениях, например столярных, не требуется регулировка всех углов наугольника и обычно работают с несколькими фиксированными углами, один из таких столярных наугольников носит специальное название — ерунок (столярный наугольник, у которого линейки закреплены под углом 45° или в треугольном виде 45°/45°). Впервые угломеры появились в древности (в Древнем Египте и Древнем Риме), когда возникла необходимость при проведении строительных работ устанавливать определённые углы в различных постройках и между поверхностями.
Угломер в артиллерии — горизонтальный угол, в точке стояния орудия, отсчитываемый против хода часовой стрелки,
между обратным направлением оси канала ствола наведённого орудия и направлением на точку наводки.

## Виды угломеров

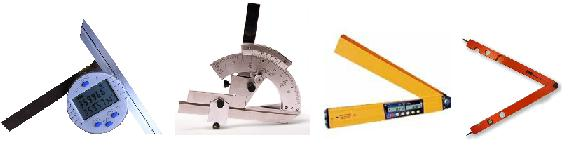
Угломеры

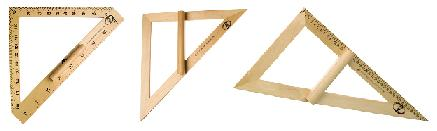
Угломеры учебные

- угломеры строительные — предназначены для выполнения строительных, монтажных, разметочных и проектных работ. Позволяет контролировать монтаж строительных элементов и установку строительного оборудования, проводить монтаж различных конструкций, которые состоят из наклонных элементов, располагающихся друг относительно друга под определённым углом. В строительстве для разметочных и строительных работ, наряду с угломером, используют отвес и уровень (ровень, юстимер).
- угломеры плотника, столяра — предназначены для выполнения плотницких и столярных работ (могут быть с регулируемыми или фиксированными углами — угольник, треугольник, наугольник, ерунок).
- угломеры слесарные — предназначены для выполнения слесарных работ.
- угломеры топографа — предназначены для выполнения топографических работ.
- угломеры ортопедические — предназначены для измерения углов движений в суставах, для определения кривизны оси конечности, позвоночника.
- угломеры горные — приборы для измерения горизонтальных и вертикальных углов и расстояний в маркшейдерских съёмках, не требующих высокой точности.
- угломеры учебные — угломеры с фиксированными углами (треугольники, угольники, с углами 45°/45°/90° и 30°/60°/90°) и угломерные инструменты (транспортиры, для измерения углов от 0° до 180°, с точностью 1°), бывают совмещены с линейкой, используются для измерения углов, для рисования многоугольников и для различных расчётов. Угломеры учебные бывают двух типов, большие — для классной доски и небольшие — для расчётов и рисования учащимися в тетрадях и альбомах.
- угломеры инженерные (конструкторские) — высокоточные измерительные инструменты, которые используется для измерения углов (наружных и внутренних) конструкций и поверхностей, деталей, механизмов, зданий и сооружений, методом непосредственного контакта и/или удалённых объектов на недоступное расстояние (теодолитом).
- угломеры астрономические — высокоточные измерительные инструменты, которые используется для измерения углов между поверхностью (горизонтом) Земли и удалённым объектом (например, солнцем) или между удалёнными объектами (например, звёздами), методом оптического измерения. Для этого могут использоваться телескопы, оснащённые угломерами.
- угломеры мореходные (навигационные) — предназначены для определения географической широты (по таблицам, по измеренному углу светила) при дальних морских путешествиях. Для этого используются угломерные приборы, с использованием оптического метода измерения угла — секстанты, принцип работы этого прибора основан на том, что угол светила (солнца, луны, звёзд) над горизонтом в определённый день и время зависит ещё и от географической широты, на которой находится наблюдатель. Аналогичным угломером можно пользоваться даже на самолётах, для определения географической широты местонахождения самолёта.
- угломеры артиллерийские — предназначены для установки артиллерийского орудия под необходимым углом.

По типу устройства угломеры бывают механические (простые и нониусные), фиксированных углов, оптические, маятниковые, электронные (цифровые) и лазерные (ротационные). Существуют также комбинированные электронные угломеры, с электронным уровнем и угломеры электронные с лазерным уровнем.
Угломеры отличаются по типу устройства, размерам и погрешностям. Важным параметром угломера являются пределы допускаемой погрешности при проведении измерений. Погрешность прибора зависит от назначения угломерного прибора и является специфицированным параметром.